# Věra Adlová
Věra Adlová, rozená Studená, (22. července 1919 Praha – 28. července 1999 Praha) byla česká spisovatelka, překladatelka z latiny a ruštiny a novinářka.

## Život
Pocházela z rodiny malíře-restaurátora. Poté, co v roce 1938 odmaturovala na klasickém gymnáziu v Praze, začala studovat latinu a řečtinu na Filozofické fakultě Univerzity Karlovy. Za druhé světové války po uzavření vysokých škol pracovala v Archivu hlavního města Prahy. Studium na FF UK mohla dokončit až v roce 1948. Téhož roku pracovala v ČKD Sokolovo jako vedoucí učňovské výchovy a redaktorka závodního časopisu. Po smrti prvního manžela, archiváře Josefa Václava Cabalky (1920-1949), se v roce 1949 vdala za spisovatele Zdeňka Adlu, s nímž publikovala několik knih.
Mezi lety 1949 a 1952 působila jako redaktorka časopisu Světa sovětů. V rozmezí let 1952 a 1955 s manželem žila v SSSR, kde Zdeněk Adla pobýval jako dopisovatel ČTK. Zastávala zde místo v české redakci moskevského rozhlasu. Po návratu do Čech působila jako externí redaktora nakladatelství Melantrich a od roku 1958 současně jako redaktorka Státního nakladatelství politické literatury. O dva roky později se stala redaktorkou Státního nakladatelství dětské knihy (od roku 1960 Albatros), kde mezi lety 1972 až 1975 vykonávala funkci šéfredaktorky. Od roku 1964 do roku 1967 byla rovněž tajemnicí Kruhu přátel dětské knihy. V 80. letech působila jako tajemnice Svazu československých spisovatelů pro zahraniční styky. Publikovala tehdy v řadě periodik (například Zlatý Máj, Literární měsíčník). Iniciovala rovněž vydání knihy Med a hořec, což byla sbírka latinské poezie, kterou na základě jejích překladů přebásnil Kamil Bednář. Zemřela v roce 1999.

## Dílo
Své prvotiny Adlová vydala už v druhé polovině 40. let. Jednalo se o román Vestonie pojednávající o básnířce Janě Alžbětě Westonové a Život, který jsme milovali o meziválečném mládí. Od 70. let začala psát romány, v nichž se snažila zobrazit vývoj postav, většinou žen, v proměnách společnosti (např. Růže z Flander, Trpká vůně podzimu). Tyto romány jsou charakteristické svým stylistickým rozplýváním. Pevnější obrysy získal až román o mladém dělníkovi Říkáte, abych věřil?. K biografickým románům o ženách se vrátila později, a to romány jak beletristickými (Jarní symfonie o Kláře Schaumannové), tak naučnými (Jeny o ženě Karla Marxe). Adlová se zaměřovala rovněž na romány pro dospívající dívky (např. Mirka to ví nejlíp) a pohádky. Svá umělecko-naučná díla doplňovala slovními hádankami, dokreslovačkami a podobně.

### Výběrová bibliografie

#### Romány pro dospělé
- Vestonie (1946)
- Říkáte, abych věřil? (1979)
- Trpká vůně podzimu (1983)

#### Prózy pro mládež
- Blues pro Alexandru (1966)
- Jarní symfonie (1973)
- Safari styl (1995)